# إيفيكا ريمانيتش
إيفيكا ريمانيتش مواليد 3 نوفمبر 1956 في رييكا، جمهورية يوغوسلافيا الاشتراكية الاتحادية، هو لاعب كرة يد كرواتي سابق أصبح مدرباً. حقق المركز الثالث في بطولة أوروبا لكرة اليد للسيدات 1996.

## الإنجازات
كلاعب
- بطولة يوغوسلافيا لكرة اليد (3)

كمدرب
- الدوري النرويجي لكرة اليد للسيدات
- دوري أبطال أوروبا لكرة اليد للسيدات : 1992–93، 1993–94، 1994–95